# 吉井敏久
吉井 敏久（よしい としひさ、1971年7月29日 - ）は日本の舞台、テレビ、映画などのプロデューサー。株式会社 Lol（ロル）および株式会社trouvの代表取締役社長。

## 略歴
- 広島県呉市出身
- 呉宮原高等学校卒業
- 大阪あべの辻製菓専門学校卒業
- アルバカーキ（TV-CM制作会社）
プロダクションマネージャー、プロデューサーとしてTVCMを制作
- 博報堂プロダクツ（広告制作会社）
プロデューサー。WebムービーやTVCMなどを制作
- マーベラスエンターテイメント
舞台、ドラマ、アニメのディレクターとして、「ミュージカル『テニスの王子様』」や「ミュージカル『エア・ギア』」、「マグダラなマリア」など、アニメ「GUNSLINGER GIRL」「S・A」、ドラマ「ハッピィ★ボーイズ」などを担当。
舞台『弱虫ペダル』では初演プロデューサーとして作品を立ち上げている。
- CLIE
プロデューサーとして舞台、映画、テレビの制作を手掛ける。
代表作は、「ペルソナ3theWeirdMasqerade」「浪漫活劇譚 艶漢」「おん･すてーじ真夜中の弥次さん喜多さん」など。
「最遊記歌劇伝」では5年沈黙していた作品を復活させた。「極上文學」はシリーズ10作品目となる息の長い作品となっている。
2016年5月からテレビ番組「ブタイモン」としてハンサム落語と、真夜中の弥次さん喜多さんを、その後最遊記歌劇伝、Club SLAZYを映像化している。

## 担当作品

### TVCM
- アクエリアス（スポーツシリーズ：堀井学、ロペス・ワグナー、上村愛子、田村亮子、小野伸二 / Na：白井晃）
- トヨタ・ヴィッツ（出演：石川亜沙美）
- キリン　ブラックジンジャー（Na：高橋克実）
- 中央出版（出演：椎名桔平 / 監督：市川準）
- 電撃プレイステーション（出演：森田成一）
- 小林製薬
- アクアフレッシュ
- クレアラシル（出演：上野樹里 / Na：野村義男）
- マイクロダイエット
- 住友林業（Na：松重豊）

### アニメ
- GUNSLINGER GIRL -IL TEATRINO-
- S・A〜スペシャル・エー〜

### ドラマ
- ハッピィ★ボーイズ
- 美容少年★セレブリティ
- ブタイモン
  - 「ハンサム落語アワー」（出演：平野良、宮下雄也、磯貝龍虎、植田圭輔）　
  - 「おんてぃーびー真夜中の弥次さん喜多さん」
- Club SLAZY Extra invitation 〜malachite〜（脚本：三浦香 / 監督：阿部理沙 / 音楽：Asu / 振付：當間里美 / 制作協力：AlbuquerqueFILM）

### その他
- メモ･リアル　DVD（出演：桜田通、阪本奨悟、佐藤永典、木戸邑弥）[3]
- メモ･リアル　the party（出演：佐藤永典、増田俊樹、西村ミツアキ、太田基裕）[4]
- メモ･リアル　the theatre（出演：増田俊樹、紅葉美緒、金子直史、山沖勇輝、鳥越裕貴）[5]

### 舞台
- 極上文學
  - 「桜の森の満開の下」（原作：坂口安吾）
  - 「銀河鉄道の夜」（原作：宮沢賢治）
  - 「夢十夜」（原作：夏目漱石）
  - 「藪の中」（原作：芥川龍之介）
  - 「Kの昇天～或はKの溺死～」（原作：梶井基次郎）
  - 「ドグラ・マグラ」（原作：夢野久作 / キービジュアル：丸尾末広）
  - 「走れメロス」（原作：太宰治 / キービジュアル：しりあがり寿）
  - 「草迷宮」（原作：泉鏡花 / オリジナルイラスト：宇野亜喜良）
  - 「高瀬舟・山椒大夫」（原作：森鷗外 / キービジュアル：吉田徹）
  - 「春琴抄」（原作：谷崎潤一郎 / キービジュアル：中村明日美子）
  - 「人間椅子／魔術師」（原作：江戸川乱歩 / キービジュアル：尚月地）
  - 「風の又三郎／よだかの星」（原作：宮沢賢治 / キービジュアル：ますむらひろし）
- うさぎレストラン（原作：ののか / 作・演出：ほさかよう / 出演：玉城裕規、鳥越裕貴、桑野晃輔、浦上晟周、久保貫太郎、二瓶拓也、寿里、内田春菊）
- ペルソナ3 the Weird Masquerade
- ミュージカル『八犬伝―東方八犬異聞―』
- 最遊記歌劇伝
- バカフキ（作・演出：大河元気 / 出演：藤原祐規、大河元気、植田圭輔、汐崎アイル、加藤良輔、川隅美慎、新良エツ子、池永亜美、若井おさむ、和泉宗兵、豊永利行、桜田航成、吉田仁美、仲谷明香、鈴木裕斗、松島志歩、根本正勝）
- メサイア ―翡翠ノ章― / ―鋼ノ章―（演出：西森英行 / 脚本：毛利亘宏 / 出演：松田凌、小野健斗、太田基裕、中村龍介、玉城裕規、赤澤燈、廣瀬大介、染谷俊之、井澤勇貴、郷本直也、寿里、小谷嘉一、金山一彦、大澄賢也）
- Club SLAZY（演出：三浦香 / 脚本：三浦香、伊勢直弘 / 出演：大山真志、太田基裕、藤原祐規、米原幸佑、井澤勇貴、加藤良輔、渡辺大輔、藤田玲、法月康平、山下翔央、森崎ウィン、インザーギ、石坂勇、倉貫匡弘）
- 『おん･すてーじ真夜中の弥次さん喜多さん』
- 浪漫活劇譚『艶漢』
- ミュージカル『魔界王子 devils and realist』
- 歌謡倶楽部『艶漢』
- ミュージカル『八犬伝―東方八犬異聞―第二章』
- ミュージカル「しゃばけ」
- ストリップ学園（作・演出：澤田育子／出演：古谷大和、石田隼、芹沢尚哉、藤原祐規、藤田記子、千代田信一、小林顕作、中村中）
- Like A（作・演出：三浦香／出演：辻凌志朗、石賀和輝、SHUN、中谷優心、髙﨑俊吾、岩義人、橋本有一郎、今井稜、平牧仁、内藤大希）